# Skiffia
Skiffia es un  género de peces de agua dulce de la familia goodeidos que contiene cuatro especies, endémico del Eje Neovolcánico de México.

## Especies
Se consideran las siguientes:
- Skiffia bilineata (Bean, 1887)[3].
- Skiffia francesae Kingston, 1978[4].
- Skiffia lermae Meek, 1902[5].
- Skiffia multipunctata (Pellegrin, 1901)[6].